# 神鉄産業
神鉄産業株式会社（しんてつさんぎょう、英：Shintetsu Sangyo Co.,Ltd.）は、かつて存在した建設・流通会社。
阪急百貨店グループ（当時）および阪急電鉄グループ（当時）の企業であり、神戸電鉄の参考会社であった。
1988年（昭和63年）10月に全営業権を神鉄エンタープライズに譲渡して解散した。

## 概要
1975年（昭和50年）7月開業の「神鉄会館（デパート形態のターミナルストア、現 神鉄ビル）」を運営すべく、同年2月21日に株式会社神鉄会館として設立された。神戸電気鉄道（現：神戸電鉄）のほか、デパート経営のノウハウがあった阪急百貨店および阪急電鉄が出資し、阪急百貨店傘下に加盟した。
1988年（昭和63年）10月、神鉄エンタープライズに営業権を譲渡して解散した。

## 神鉄会館の経営
1975年（昭和50年）7月4日に開業した「神鉄会館」および「神鉄ファミリーレストラン」を経営していた。主要な運営施設は以下の通りである。
神鉄ビヤガーデン
毎年夏季限定で11階および屋上で開催していた。キャッチフレーズは「雨が降らなきゃ…屋上爽快」であった。
神鉄総合結婚式場
1990年頃まで7階に存在した。「お慶びの日を華やかに演出する幸せのスタート」をキャッチフレーズにテレビCMを放映していた。
神鉄催会場
宝塚歌劇団による公演・ディナーショーが頻繁に行われていた。1980年代には神戸電鉄建築の木造住宅を神鉄住宅販売から購入すると、ディナーショーに招待されるキャンペーンが存在した。
| 階数     | 館内構成                                                 | 名称         | 運営                 |
| -------- | -------------------------------------------------------- | ------------ | -------------------- |
| 11階     | 神鉄ビヤガーデン・会議室                                 | 神鉄会館     | 神鉄産業             |
| 8 - 10階 | 神戸電鉄本社                                             | 神戸電鉄本社 | 神戸電鉄本社         |
| 7階      | 神鉄総合結婚式場・神鉄文化教室                           | 神鉄会館     | 神鉄産業             |
| 6階      | 神鉄宴会場・神鉄催会場                                   | 神鉄会館     | 神鉄産業             |
| 5階      | お座敷しんてつ                                           | 神鉄会館     | 神鉄産業             |
| 4階      | 神鉄タワーパーキング                                     | 神鉄会館     | 神鉄産業             |
| 3階      | 神鉄ファミリーレストラン                                 | 神鉄一番街   | 神鉄産業             |
| 2階      | 神鉄かもめ書房本店・ヤングギフト・ギャラリーかもめ・眼鏡 | 神鉄一番街   | 神鉄エンタープライズ |
| 1階      | 衣服・雑貨・日用品・神鉄観光新開地営業所・神鉄住宅営業所 | 神鉄一番街   | 神鉄エンタープライズ |
| B1階     | 贈答品・銘菓・菓子・家庭用品・コーヒーショップ           | 神鉄一番街   | 神鉄エンタープライズ |
| B2階     | 食料品・神鉄一番寿司・神戸電鉄のりば                     | 神鉄一番街   | 神鉄エンタープライズ |

## 建設業
1982年（昭和57年）7月より神鉄産業株式会社に商号変更し建設業に進出した。このため、神戸電鉄グループ内に神鉄建設工業・神鉄産業・神鉄設計と建設会社が3社も混在していた。建設部門は「建設部・商事部」を名乗っていた（飲食部門は「会館部」）。